# NGC 6733
NGC 6733 este o galaxie situată în constelația Păunul. A fost descoperită în 8 august 1834 de către John Herschel. Se află la o distanță de 71,78 de megaparseci de Pământ.